# Lajčo Perušić
Lajčo Perušić (Subotica, 1945.) je bački hrvatski književnik iz Vojvodine koji živi u Zagrebu. 

## Životopis
Hrvatski književnik i publicist iz Bačke (Vojvodina), živi u Zagrebu. Diplomirao je njemački jezik i književnost na Pedagoškoj akademiji Sveučilišta u Zagrebu. Po zanimanju turistički menadžer, sada u mirovini. Društveno aktivan. Književnim radom se bavi od mladosti. Piše poeziju, haiku poeziju, kratke priče, eseje, književne osvrte. Objavljuje teme iz književnosti i nacionalne povijesti. U Republici Hrvatskoj sudjeluje u brojnim časopisima, revijama i zbornicima za kulturu i književnost (Obzoru Večernjeg lista, Vijencu Matice hrvatske, Hrvatskom slovu, Zovu Srijema, Zborniku Hrvatskog sabora kulture, Republici DHK, u časopisu za haiku Iris i dr.), uvršten je u antologiju 'Mladi hrvatski pjesnici ’72.'; u antologiju 'Književnost Podunavskih Hrvata XX. stoljeća' Ante Sekulića, 1996., predstavljen je u antologiji hrvatskog haiku-pjesništva 'Nepokošeno nebo'. U Republici Srbiji sudjeluje u književnim časopisima (Klasju naših ravni, Hrvatskoj riječi, Novoj riječi, Zvoniku i dr.), uvršten je u antologiju 'Suvremena duhovna lirika u Vojvodini', 2015., u antologiju 'Suvremena vojvođansko-hrvatska kratka priča', 2016., u 'Trajniku' - antologiji poezije nacionalnih manjina u Srbiji, 2009; u antologiju pjesništva vojvođanskih Hrvata XX. stoljeća 'Među mnoštvom lica' Milovana Mikovića, 2019.
Suosnivač je Društva vojvođanskih i podunavskih Hrvata u Zagrebu, 1990. i Udruge za potporu bačkim Hrvatima, 2002., te član Društva hrvatskih književnika.

## Objavljena djela
- Brazde na licu, poezija, izdalo 'Društvo vojvođanskih i podunavskih Hrvata' u Zagrebu, 1994.
- Iza lica, poezija, vlastita naklada, Zagreb 2011.
- Tragovima predaka, kulturna 570-godišnja povijest rodoslova Perušić, vlastita naklada 2014.
- Vrijeme u pokretu, kratke priče, vlastita naklada, Zagreb 2017.
- Vrijeme vrlina, poezija, izdanje Društva vojvođanskih i podunavskih Hrvata, Zagreb 2020.
- Jarka svitanja, poezija, izdanje Društva vojvođanskih i podunavskih Hrvata, Zagreb 2023.

## Nagrade i priznanja
- Pohvalnica Hrvatskog sabora kulture, Zagreb, za prozu (2016.)
- Nagrada časopisa Zvonik, Subotica, za prozu (2016.)
- Nagrada udruge HPOI Tri rijeke, Ivanić-Grad, za haiku (2016.)
- Nagrada „Dubravko Horvatić“ časopisa Hrvatsko slovo, Zagreb, za prozu (2017.)
- Nagrada „Balint Vujkov“ za životno djelo na području književnosti, Subotica (2017.)

## Pogledati još
- Stjepan Laljak, Mladi hrvatski pjesnici ’72: zbornik poezije, Narodno sveučilište, Zaprešić (1972.)
- Ante Sekulić, Književnost podunavskih Hrvata u XX. stoljeću, DHK i PEN, Zagreb (1996.)
- Petar Šarčević & Naco Zelić, Hrvatska pisana riječ u Bačkoj, Nova stvarnost Zagreb, Croatica Budimpešta, Hrvatska riječ Subotica, (2015.)
- Alojz Jembrih, Brazde zasijecaju u lice, književna revija Marulić, Zagreb (1994.)
- Milovan Miković, Kako čitamo druge i kako oni čitaju nas, Klasje naših ravni, Subotica, (2012.)
- Naco Zelić: Pisana hrvatska riječ u Bačkoj danas, Klasje naših ravni, br. 1. – 2., 2003., 80.